# NGC 1419
NGC 1419 (другие обозначения — ESO 301-23, MCG -6-9-17, AM 0338-374, FCC 249, PGC 13534) — эллиптическая галактика (E) в созвездии Эридан.
Этот объект входит в число перечисленных в оригинальной редакции «Нового общего каталога».
Галактика NGC 1419 входит в состав группы галактик NGC 1399. Помимо NGC 1419 в группу также входят ещё 41 галактика.
NGC 1419 имеет быстро вращающуюся составляющую в центре, но во внешних её частях вращение звёзд очень медленное. Средний возраст звёзд в галактике — от 8 до 12 миллиардов лет.